# Arch Hill (Nouvelle-Zélande)
 (août 2025).
Si vous disposez d'ouvrages ou d'articles de référence ou si vous connaissez des sites web de qualité traitant du thème abordé ici, merci de compléter l'article en donnant les références utiles à sa vérifiabilité et en les liant à la section « Notes et références ».
Arch Hill  est une petite banlieue de la cité d’Auckland, située dans l’île du Nord de la Nouvelle-Zélande.

## Toponymie
La zone est appelée « Arch Hill » du fait de ses caractéristiques naturelles .

## Histoire
En 1730, ce fut probablement le site de l’attaque de Broken Calabash : Te Ipu Pakore. 
Cette bataille entre deux tribus maories, qui étaient en guerre, survint le long de cette crête autour du secteur de Arch Hill.
En 1880, cette partie d’une ferme de 80 acres, qui s’étendait de ce qui est maintenant la Great North Road, en descendant la vallée, là où l'Autoroute du Nord-ouest d’Auckland (en) passe en travers et remonte sur l’autre côté vers le secteur de Morningside.
C’était la possession de Joseph et Jane Young, qui étaient arrivés à Auckland en 1842. 
La ferme s’appelait « Arch Hill », d’après la ferme que Joseph avait développée dans la proximité de Strabane, County Londonderry, en Irlande.
Joseph mourut en 1880 dans sa propriété de Arch Hill à l’âge de 78 ans. 
En 1885, son fils Joseph construisit une maison appelée Breveg Villa (le nom de jeune fille de Jane était Breveg), qui était localisée au 47 Western Springs Road, qui est maintenant séparée d’Arch Hill par l’autoroute, qui date de 1960.
La plupart des maisons situées dans le secteur de Arch Hill datent du tournant du XXe siècle avec de nombreux petits cottages ouvriers ou des villas en bois;
Les sections de terrains sont souvent étroites et sans sortie vers la rue.
Comme la face sud de la banlieue d’Arch Hill, est opposée à la direction du soleil, elle est et a toujours été, moins désirable comme localisation que ses voisines les banlieues de Grey Lynn ou Kingsland. 
Certains lieux commerciaux éclairés de façon industrielle ont remplacé une partie des logements avec des propriétés commerciales d’un ou deux étages et plus récemment des complexes d’appartements, qui y ont été construits.
Avant que l’autoroute du nord-ouest ne coupe à travers la partie inférieure de la banlieue, connue sous le nom de Arch Hill Gully, dans les années 1960 et 1970, de nombreuses rues descendaient de la grande route du Nord d’Auckland (en), la reliant, en remontant vers la banlieue de Kingsland. 
Maintenant la seule route de passage est Bond Street, les autres étant devenues des culs-de-sac.

## Gouvernance
Arch Hill est sous la gouvernance du Conseil d'Auckland.
L’Arch Hill Roads Board fut constitué après l’abolition de la Province en 1870 et fut une municipalité indépendante jusqu’à son incorporation dans la cité d’Auckland en 1910 à la suite d'un référendum ;
Le secteur électoral d’Arch Hill fut créé pour les élections de 1946, formé aux dépens d’une partie des électorats d’Auckland Central, Auckland West  et « Grey Lynn.

## Caractéristiques
L’hôtel d’« Arch Hill Hotel » fut un élément caractéristique du coin de Great North Road  et de Tuarangi Road au niveau de ce qui est maintenant Surrey Crescent shops.
Construit au XIXe siècle, il se dresse toujours sur son site original bien que son état ait été modifié.
Il a fermé aux environs de 1900, quand les résidents du secteur ont voté pour aller vers le ‘sec’ (l'abstinence d’alcool) par référendum. 
Comme le Old Stone Jug Pub au niveau de Western Springs ne fonctionnait plus, il en a résulté qu’il n’y avait plus de pub entre Gluepot (en) au niveau de Three lamps, The Star au coin de Krd & Ponsonby Road et le Avondale Hotel.

## Éducation
Les écoles secondaires locales sont :
- collège de Western Springs (en),
- Mount Albert Grammar School (en),
- collège St Paul (en)
- collège St Mary (en).